# Self Care
Self Care ist das Debütalbum der australischen Rock-Band Yours Truly, das am 18. September 2020 über UNFD veröffentlicht wurde.

## Entstehung
Die Aufnahmesessions für das Album fanden von 2019 bis 2020 in den Electric Sun Studios statt. Das Album wurde von der Band und Stevie Knight produziert. Knight fungierte auch als Toningenieur und kümmerte sich mit Unterstützung von Craig Wilkinson um die Aufnahmen. James Paul Wisner mischte die Aufnahmen bei Wisner Productions, während Grant Berry das Album bei Fader Mastering gemastert hat.

## Veröffentlichung und Promotion
Das Album wurde vom Pressesprecher der Band am 16. April 2020 zusammen mit der Veröffentlichung der ersten Single bestätigt, bevor es am 7. Juli 2020 zusammen mit der Veröffentlichung der zweiten Single offiziell angekündigt wurde. Into the Pit beschrieb das Artwork des Albums als "ein gesticktes anatomisches Herz". Das Cover wurde von Georgia Maloney entworfen.
Dem Album gingen vier Singles voraus: die Leadsingle Composure, veröffentlicht am 16. April 2020, Together, veröffentlicht am 7. Juli 2020, Undersize, veröffentlicht am 4. August 2020, Funeral Home, veröffentlicht am 3. September 2020 und Siamese Souls, veröffentlicht am 12. Mai 2021.
Am 17. Juli 2020 traten Yours Truly live in der Triple J-Sendung Like a Version auf und spielten eine Coverversion von Oasis’ Don’t Look Back in Anger und ihren Song Composure.

## Titelliste
| Nr. | Titel         | Länge |
| --- | ------------- | ----- |
| 1.  | Siamese Souls | 4:22  |
| 2.  | Composure     | 3:09  |
| 3.  | Together      | 3:19  |
| 4.  | Vivid Dream   | 3:33  |
| 5.  | Undersize     | 3:47  |
| 6.  | Ghost         | 3:11  |
| 7.  | Funeral Home  | 3:19  |
| 8.  | Glass Houses  | 3:20  |
| 9.  | Half of Me    | 4:18  |
| 10. | Heartsleeve   | 4:45  |

## Mitwirkende
Yours Truly
- Mikaila Delgado – Lead Vocals
- Lachlan Cronin – Gitarre
- Teddie Winder-Haron – Gitarre
- Bradley Cronan – Schlagzeug

Produktion und Design
- Stevie Knight – Aufnahme, Techniker, Produzent
- Craig Wilkinson – Assistenz
- James Paul Wisner – Mixing
- Grant Berry – Mastering
- Yours Truly – Produzent
- Georgia Moloney – Design, direction

## Rezeption

### Preise
| Jahr | Organisation | Preis              | Ref.   |
| ---- | ------------ | ------------------ | ------ |
| 2020 | Triple J     | Feature Album      | [ 10 ] |
| 2020 | Tone Deaf    | Record of the Week | [ 11 ] |

### Rezensionen
Der Journalist Tyler Jenke schrieb für Tone Deaf und bezeichnete das Album als "eine wichtige Veröffentlichung für diese außergewöhnliche Band, die noch jahrelang nachhallen wird".
Wall of Sound war der Meinung, dass die Band mit diesem Album "auf ein komfortables Podest steigt" und nannte das Album außerdem "einen Hauch von frischer Luft für jeden Musikfan".
Andrew Cauchi vom Depth Mag bezeichnete das Album als "einen furchtlosen Vorstoß eines der vielversprechendsten australischen Talente in den Ruhm". Cauchi war außerdem der Meinung, dass das Album "den Ruf der Band auf der globalen Bühne bestätigt" und verglich es mit den Veröffentlichungen von Avril Lavigne und Kelly Clarkson aus den frühen 2000er Jahren.
Will Marshall von Noizze erklärte: "Self Care zu hören fühlt sich an, als würde man mit seinem besten Freund an der Seite durchs Leben gehen, einem unterstützenden Begleiter, der einen mit Einfühlungsvermögen und Leichtigkeit durch die härtesten Zeiten bringt." Marshall fügte hinzu: "Dieses Album... sollte Yours Truly zu den Pop-Punk-Superstars machen, die sie verdienen."
Sian Wilkins von Into the Pit lobte das Album und schrieb: "Yours Truly haben dieses Album buchstäblich in die Branche geworfen, als eine Kraft, mit der man rechnen muss: es fügt ihrem Katalog an makellosem Material hinzu und demonstriert ihr Wachstum als Band."

### Charts und Chartplatzierungen
| ChartsChartplatzierungen | Höchstplatzierung | Wochen |
| ------------------------ | ----------------- | ------ |
| Australien (ARIA)        | 19 (1 Wo.)        | 1      |